# Jimmy Fialdini
Jimmy Fialdini (Massa, 20 settembre 1975) è un ex calciatore italiano, di ruolo centrocampista.

## Carriera
Debutta in Serie B nella Lucchese rimanendovi per tre stagioni tutte in cadetteria. Nel 1996 viene ceduto in prestito in Serie C1 prima al Como e poi alla Pistoiese.
Nel 1997 torna a Lucca dove gioca solo un'altra gara in cadetteria e poi nel gennaio 1998 viene ceduto al Pisa in Serie C2.
Nel 1998 si trasferisce al Crotone dove dopo due stagioni contribuisce alla vittoria della Serie C1 e successivamente gioca altre due annate in Serie B.
Nel 2002 ritorna a Pisa, stavolta in Serie C1, restando tra i titolari per tre anni (nel primo dei quali sfiora la promozione tra i cadetti).
Nel 2005 passa al Frosinone dove al primo anno conquista la promozione in Serie B e poi gioca coi ciociari per un anno e mezzo nella categoria cadetta.
Nel gennaio 2008 passa all'Ancona dove disputa 8 partite nella squadra che conquista la promozione dalla Serie C1 alla Serie B.
Nel giugno successivo si trasferisce al Sorrento dove nel 2009 vince la Coppa Italia Lega Pro e resta poi un'ulteriore stagione.
Nel 2010 si trasferisce al Virtus Entella in Lega Pro Seconda Divisione ritrovando come direttore sportivo Matteo Superbi, suo compagno di squadra a Crotone. Per problemi di tesseramento debutta nel gennaio 2011 e colleziona 3 presenze in tutto il campionato a causa di continui infortuni. Viene allontanato a tre giornate dal termine per motivi disciplinari dopo essere stato espulso dopo 30 secondi dal suo ingresso in campo e aver rivolto un gestaccio ai tifosi chiavaresi.
Il 12 settembre dello stesso anno firma con la Massese, squadra della sua città, militante in Eccellenza Toscana.
Rimasto svincolato, nel dicembre 2012 passa all'Aullese in Prima Categoria Toscana.
Il 3 ottobre 2014 firma con il Tirrenia Academy in Seconda Categoria Toscana, ritirandosi dal calcio giocato due anni dopo.
In carriera ha totalizzato 153 presenze in Serie B segnando 12 reti.
Lasciata l'attività agonistica nel 2012, diventa responsabile del settore giovanile del Tirrenia 1973 e nel 2017 della Massese.

## Palmarès

### Club

#### Competizioni nazionali
- Coppa Italia Serie C: 1

Como: 1996-1997
- Serie C1: 1

Crotone: 1999-2000
- Coppa Italia Lega Pro: 1

Sorrento: 2008-2009